# Phare de Guia
Le phare de Guia est un phare situé sur Cabo da Guia, qui se trouve dans la freguesia et municipalité de Cascais, dans le district de Lisbonne (Région de Lisbonne-et-Val-de-Tage au Portugal).
Il est géré par l'autorité maritime nationale du Portugal à Oeiras (Grand Lisbonne).
Il se trouve dans la zone du Parc naturel de Sintra-Cascais (pt).

## Histoire
Par la situation privilégiée de Cascais, à l'entrée du port de Lisbonne, la région a toujours été importante pour la navigation maritime. De ce fait, depuis 1523, ce point de la côte portugaise a d'abord été illuminé par l'ancien ermitage de Nossa Senhora da Guia (pt) à Guia. En 1537, la confrérie locale a érigé une tour où ils allumaient une série de quatre ou cinq lampes à huile d'olive qui pouvaient être vus de loin pour aider les marins.
Avec le tremblement de terre de 1755, la tour fut gravement endommagée et de grands travaux de reconstruction et de remplacement des équipements furent réalisés. Cependant, pour éclairer les différentes parties de la côte portugaise encore non pourvues de phare, est organisée par le Marquis de Pombal et réalisée par la Chambre de commerce un projet de construction de six phares par mandat royal du 1er février 1758.
Le phare de Guia est mis en service en 1761, en émettant une lumière blanche fixe, alimentée par seize lampes de type Argand, pour atteindre une portée de 13 miles dans de bonnes conditions de visibilité. Sa tour octogonale de 23 mètres de haut se compose de murs épais en maçonnerie avec des angles et des corniches en pierre de taille dans le milieu du XIXe siècle. Il a été électrifié en 1957 et automatisé en 1982.
Il a été rénové en avril 2003. La résidence utilisée par les gardiens de phare sert à la Direction des phares. Le système de surveillance à distance a été remplacé par un système de contrôle vidéo, qui transmet un message SMS par téléphone mobile aux contrôleurs du Centre des phares.
Identifiant : ARLHS : POR024 ; PT-192 - Amirauté : D2114 - NGA : 3389.
|              |
| Cabo de Guia |

|          |
| Le phare |

### Lien connexe
- Liste des phares du Portugal